# レプラカン歌劇団
レプラカン歌劇団（レプラカンかげきだん）は、レビューパフォーマーの夏輝レオンとOSK日本歌劇団出身で舞踏家のゆふきれいを中心とした、女性のみで構成されるレビューチーム。
1999年に結成され、全国の劇場、有名ホテルのシアターショーやクラブショーまたイベント等で活動している。

## 概要
当時、東京のレビューチームで男役として活動していた夏輝と三代目トップのゆふきが、チーム解散に伴い2人でユニットを結成。宝石のありかを教えてくれる妖精のレプラカーンから名前を取りレプラカンと名付け、コンビでの活動を開始。
温泉旅館でのショーなどの実績を経て、2003年に和倉温泉・加賀屋での雪月花歌劇団旗揚げの際にトップとして迎え入れられ、翌2004年まで2期トップを務めた。
その後も国内外の劇場、有名ホテルのシアターショーやクラブショーまたイベント等でレプラカン歌劇団として活動し、メンバーも増員。2018年より都内レストランでのインバウンド向け和芸ショー向けに「チームSAKURA（桜花妖精）」を結成するなど順調な活動を続けていたが、新型コロナウイルス感染症の世界的流行により、活動に大きな制限を受けた。
アフターコロナの兆しが見え始めた2022年10月、加賀屋からのオファーを受け「加賀屋レプラカン歌劇団」としてメンバー7名によるショーを開始。期間限定での公演だったが再演と延長を重ねて公演を継続した。だが、第3章となる公演を開始した直後の2024年1月1日、能登半島地震により加賀屋も大きな被害を受け休業、公演も中断された。
被災後も夏輝とゆふきはしばらく留まり、現地の高齢者施設やこども園にて慰問ショーを実施。その後、東京に戻り、メンバー各々で各地のイベント等に出演した。
2024年10月から12月に東京都内にて、加賀屋、アサヒビール社とJTBの3社による被災地の復興支援に関する協業の一貫として、レプラカン歌劇団によるナイトショーを実施。同ショーは、翌2025年3月と6月にも再演された。
2025年7月、レプラカン歌劇団が加賀屋の本拠地でもある石川県七尾市の七尾ふるさと大使に任命された。

## 主なメンバー
夏輝 レオン（なつき れおん）
- 東京都生まれ。千葉県松戸市育ち[1]。男役。
- 映画『フラッシュダンス』に影響されダンスを学び始める[1]。17歳でオーディションに合格し、星野隆ジャズバレエ団（劇団something）に入団し、「ダンシング・ゼネレーション」（サンシャイン劇場）などのミュージカル作品に出演[10]。
- 日本女子体育短期大学舞踊専攻（当時）を卒業後、プロダクションに所属するも１年で廃業。その後、レビューチーム「スーパージャック」から男役としてのオファーを受け、活動をするなかでゆふきと出会った[1]。
- レプラカン歌劇団としての活動の他、ソロ歌手としてのLIVEやコンサート、ホテルやレストラン・施設などでのショー、ダンス講師など多方面に活躍している[11][12][13]。

ゆふきれい（ゆふきれい）
- 福岡県生まれ。OSK日本歌劇団出身。娘役。
- レビューチーム「スーパージャック」で三代目トップとなる。スーパージャックの解散後、男役として活動していた夏輝とユニットを結成[1]。
- レプラカン歌劇団としての活動の他、舞踏家、振付のほか、演出なども担当。
- 足こぎ車いすCOGYによるダンス製作、COGYダンスちばチーム代表講師でもある[14]。

## これまでの主な公演・イベント
- 雪月花歌劇団加賀屋 花組公演（2003年 - 2004年、シアタークラブ花吹雪）[2][15]
- 和芸チーム　SAKURA（2018年 - 2020年、都内インバウンド向けレストラン）[16]
- ホテルサンハトヤデイナーショー（2018年・2019年、サンハトヤ）[17]
- アートにエール「千代に八千代にみほぎ咲くらむ」（2020年10月、代々木能舞台）[18]
- 加賀屋レプラカン歌劇団公演（2022年10月 - 2023年12月、シアタークラブ花吹雪）[3][1]
- NAKED “OMATSURI” Eat, Play, and Dance! パフォーマンスショー（2024年7月 - 8月、丸ビルホール）[4]
- 「ナイトエンターテインメントショー」（2024年10月 - 12月・2025年3月、SHAKOBA）[5][6]
- 「サマードリーム」（2025年6月、SHAKOBA）[7]